# Hardwired
Hardwired – singiel amerykańskiej heavymetalowej grupy Metallica, promujący jej dziesiąty album studyjny, Hardwired...To Self-Destruct. Premiera singla nastąpiła 18 sierpnia 2016 roku za pośrednictwem stacji radiowych. Tego samego dnia opublikowany został także teledysk, sam utwór zaś został udostępniony w wersji cyfrowej. Koncertowa premiera utworu nastąpiła 20 sierpnia 2016 roku, gdy został zagrany jako bis podczas koncertu na US Bank Stadium.

## Lista utworów
| Nr | Tytuł utworu | Autorzy                     | Długość |
| -- | ------------ | --------------------------- | ------- |
| 1. | „Hardwired”  | James Hetfield, Lars Ulrich | 3:11    |
|    |              |                             | 3:11    |

## Twórcy
| Zespół Metallica w składzie - James Hetfield – śpiew, gitara rytmiczna, produkcja - Lars Ulrich – perkusja, produkcja - Kirk Hammett – gitara prowadząca - Robert Trujillo – gitara basowa |  | Inni - Greg Fidelman – produkcja, miksowanie, nagrywanie - John Buttino – dyrektor artystyczny |

## Notowania
| Lista                           | Kraj              | Pozycja |
| ------------------------------- | ----------------- | ------- |
| SNEP                            | Francja           | 164     |
| Sverigetopplistan               | Szwecja           | 72      |
| Billboard Digital Song Sales    | Stany Zjednoczone | 39      |
| Billboard Mainstream Rock Songs | Stany Zjednoczone | 1       |